# Ludwik Politalski
Ludwik Politalski herbu Ostoja (zm. 18 kwietnia 1776) – sędzia grodzki ostrzeszowski, subdelegat grodzki piotrkowski, burgrabia grodzki ostrzeszowski, wojski mniejszy radomszczański, miecznik radomszczański, wojski większy radomszczański, elektor króla Stanisława Augusta.

## Życiorys
Ludwik Politalski był synem Marcina i Joanny z Grzegorzewskich. Ożenił się z Anną Wężykówną Rudzką. Sprawował liczne urzędy. Według S. Uruskiego był subdelegatem grodzkim piotrkowskim. W roku 1764 uczestniczył w elekcji króla Stanisława Augusta Poniatowskiego jako burgrabia grodzki ostrzeszowski. Tego roku miał pełnić funkcję sędziego grodzkiego ostrzeszowskiego. W latach 1765–1768 sprawował urząd wojskiego mniejszego radomszczańskiego. Dnia 8 marca 1768 roku objął urząd miecznika radomszczańskiego, który pełnił do połowy 1769 roku. W dniu 10 maja 1769 roku rozpoczął sprawowanie urzędu wojskiego większego radomszczańskiego, który piastował aż do śmierci. Zmarł 18 kwietnia 1776 roku.